# Albright-Osteodystrophie
Die Albright-Osteodystrophie ist eine Gruppe von seltenen angeborene Erkrankungen mit dem Hauptmerkmal einer Osteodystrophie und wird zum Pseudohypoparathyreoidismus gezählt.
Sie wird oft auch als Synonym für Pseudohypoparathyreoidismus Typ IA oder als Sammelbegriff für Pseudohypoparathyreoidismus (PHP) oder Pseudopseudohypoparathyreoidismus (Pseudo-PHP) verwendet.
Die Namensbezeichnung bezieht sich auf den Erstautoren der Erstbeschreibung aus dem Jahre 1942 durch Fuller Albright und Mitarbeiter.
Weitere Bezeichnungen sind: Albright-Bantam-Syndrom; familiärer Pseudohypoparathyreoidismus; Hypokalzämie konstitutionelle chronische; hypoparathyreotischer Kretinismus; konstitutionelle chronische Hypokalzämie; Kretinismus hypoparathyreotischer; Martin-Albright-Syndrom; Pseudohypoparathyreoidismus; Pseudohypoparathyreoidismus familiärer; pseudohypoparathyroidism; Seabright-Bantam-Syndrom

## Klassifikation
Die Bezeichnung „Albright-Osteodystrophie“ findet sich in der Datenbank Orphanet wie folgt:
- Krankheitsgruppe Pseudohypothyreoidismus mit Albright'sche hereditäre Osteodystrophie, frühere Bezeichnung Albright-Osteodystrophie, hereditäre[6][7]
  - Pseudohypoparathyreoidismus Typ 1A, Synonyme: Albright'sche hereditäre Osteodystrophie-PHP-Syndrom Ia; AHO-PHP-Syndrom Ia[8]
  - Pseudohypoparathyreoidismus Typ 1C[9]
  - Pseudopseudohypoparathyreoidismus, Synonyme: Albright'sche hereditäre Osteodystrophie-PPHP-Syndrom; AHO-PPHP-Syndrom[10]

- Mikrodeletionssyndrom 2q37, Synonyme: Albright-Osteodystrophie, hereditäre, Typ 3; Albright-Osteodystrophie-ähnliches Syndrom; Brachydaktylie-Intelligenzminderung-Syndrom; Del(2)(q37); Deletion 2q37; Deletion 2q37-qter; Monosomie 2q37-qter[11]

## Verbreitung
Die Vererbung erfolgt autosomal-dominant.

## Ursache
Der Erkrankung (Typ 1A) liegen Mutationen im GNAS-Gen auf Chromosom 20 Genort q13.32 zugrunde.

## Klinische Erscheinungen
Klinische Kriterien sind:
- Kleinwuchs oft erst nach Beendigung des Längenwachstums
- rundes Gesicht, kurzer Hals, gedrungener Körperbau
- Übergewicht
- Skelettveränderungen: Brachydaktylie, Brachymetacarpie (MHK IV, V) mit Brachytelephalangie, oft Brachymetatarsie (III–V)
- subkutane Verkalkungen
- Geistige Behinderung
- chronische Hypokalzämie, Tetanie, intrakranielle Verkalkungen, Katarakt, Zahnanomalien, brüchige Nägel, verlängerte QT-Zeit